# Länge leve Parken
Länge leve Parken är ett musikalbum från 2008 av artisten Parken och gavs ut av skivbolaget Flora & Fauna. Låtarna skrevs av Parken och albumets producent Henrik von Euler. Detta var Parkens debutalbum för vilket han nominerades till årets nykomling i svensk musik av P3 Pop.

## Låtlista
1. Låt mig få följa dig ner – (2:57)
2. Åt helvete med himlen – (3:38)
3. Vad ska vi göra med Henry? – (3:13)
4. Blått öga, svarta tankar – (2:47)
5. Glittrar – (3:02)
6. Jag har varit vilsen, Lisa – (2:48)
7. Uppsalas gränder – (2:50)
8. Hur känns det nu? – (3:08)
9. Vi som visste – (2:29)
10. Dagar i Arkadien – (4:24)

## Medverkande
- Parken – sång, gitarr, keyboard, saxofon, klockspel
- Henrik von Euler – programmering, keyboard, gitarr, saxofon

## Recensioner
- Recension: Parken – Länge leve parken – Aftonbladet.se
- Recension: Parken – Länge leve parken – SvD.se
- Recension: Parken – Länge leve parken – SonicMagazine.com

### Fotnoter
1. ↑  ”Länge leve Parken | Svensk mediedatabas (SMDB)”. SMDB.KB.se. http://smdb.kb.se/catalog/id/002407228.
2. ↑  ”Parken ger sig ut på turné”. MusikNyheter.nu. Arkiverad från originalet den 30 maj 2015. https://web.archive.org/web/20150530204244/http://www.musiknyheter.nu/parken-ger-sig-ut-pa-turne_20101020.html. Läst 14 februari 2014.